# Национално вијеће Аустрије
Национални савет (њем. Nationalrat) једна је од два дома аустријског парламента и често се назива доњи дом. Устав даје Националном вијећу пуно више овласти него Савезно вијеће. 

## Одговорности
Национално вијеће је место где је концентрисана савезна законодавна власт Аустрије; да би закон постао федерални закон, мора проћи кроз овај дом. Приједлози закона које доноси Национално вијеће се шаљу Федералном вијеће ради потврде. Ако Федерално вијеће одобри закон или једноставно не уради ништа осам седмица, закон је прошао. Ако Федерално вијеће стави вето на закон, Национално вијеће још увек може да га претвори у закон тако што ће га у суштини само поново донети; Резолуције Националног вијећа којом се одбацује приговор Федералног вијећа само мора задовољити већи кворум од редовног рјешења. Другим ријечима, Федерално вијеће нема никакву стварну моћ да спријечи усвајање закона, јер га Национални савјет може тривијално превазићи. Постоје три изузетка од овог правила: 
- Уставни закони или прописи који ограничавају надлежности федералних држава
- Закони који се односе на права самог Федералног вијећа
- Уговори који се односе на надлежност федералних држава.

Одобрење Националног вијећа је такође неопходно за већину овлашћења Федералне скупштине. На примјер, приједлози за расписивање референдума са циљем да предсједник буде смијењен од стране бирачког тијела и приједлози за проглашење рата требају имати двотрећинску подршку у Националном вијећу. Приједлози за опозив предсједника такођер могу бити из Федералног вијећа. 

## Избори
183 члана Националног вијећа бирају се националним народним изборима на мандат од пет година; сваки Аустријанац шеснаест година или старији на дан одржавања избора има право на један глас. Избори у Националном вијећу су општи избори. Систем гласања има за циљ пропорционалну заступљеност на страначким листама и користи дјелимично отворене листе: 
- У сврху избора за Национало вијеће, девет држава Аустрије представљају регионалне изборне округе. Девет регионалних изборних јединица подијељено је на укупно 43 локалне изборне јединице. Политичке партије подносе одвојено рангиране листе кандидата за сваки дистрикт, регионални или локални, у којем су одлучили да се кандидују. Они такође достављају листу на федералном нивоу.
- Гласови који се прво се броје у њиховим локалним изборним јединицама. Пошто има 43 локална округа и 183 места за попуњавање, већина локалних округа су вишечлане области. Број мандата додељених сваком локалном округу заснива се искључиво на популацији изборног округа, као што је утврђено најновијим пописом; правила за подјелу и расподјелу су довољно једноставна да спријече да џеримандеринг постане проблем. Број гласова потребних за освајање једног мјеста је једноставно број гласова подијељен са бројем мјеста додијељених одређеном дистрикту. [тражи се извор] На пример, ако је 150.000 гласача гласало у локалном округу са пет седишта, потребно је 30.000 гласова да би се освојило једно место. Ако је једна странка постигла 61.000 гласова од 150.000 гласова, она има право на два мјеста, која ће преузети прва два кандидата на локалној листи странке. Пошто би 60.000 гласова било довољно за освајање два мандата, 1000 гласова остаје недодјељено у овом првом кругу.
- Сваки глас које се не рачуна на локалном нивоу рјешава се на регионалном нивоу, под условом да је странка за коју је дат глас добила најмање четири посто укупног броја гласова у региону. [тражи се извор] Систем је аналоган ономе коришћеном на нивоу дистрикта; број мандата додељених регионалном округу је једноставно број места додељених једној од њених конститутивних локалних округа, ало није попуњен током првог круга бројања.
- Било који глас који се не обрачунава на регионалном нивоу или се рјешава на федералном нивоу, под условом да је странка којој је дат глас добила најмање четири посто од укупног броја гласова. Д'Онтова метода се користи за додјелу преосталих мјеста за Национални савјет.

Поред гласања за партијску листу, бирачи могу дати предност једном појединачном кандидату. Кандидат који добије довољно личних гласова могу добити бољи ранг на листи своје странака у округу; бирачи тако имају одређени степен утицаја на то који поједини појединац добија одређено место. Међутим, није могуће истовремено гласати за странку А и вршити утицај на рангирање кандидата на страначкој листи странке Б. 

## Посебности
Аустријски федерални устав дефише Аустрију као полупредсједничку демократију: на челу извршне гране власти је предсједник, али је и он одговоран Националном вијећу. У пракси, међутим, скоро сав свакодневни рад владе је препуштен канцелару и кабинету, који зависе од повјерења Националног вијећа. Председник има теоретско право да именује било кога да служи у Националном вијећу да раде министари или канцелар. Међутим, право Националног вијећа да отпусти министра или цијелу владу чини готово немогућим да предсједници именују владу у цијелости по властитом избору или да је задрже на власти против воље Националног вијећа. Док предсједник има теоретску овлаштења за распуштање непријатељског Националног вијећа, уставна конвенција спрјечава да се ова моћ искористи. 
Аустрија у складу с тим функционише као парламентарна демокрација: за све намјере и сврхе, кабинет је подложан одобрењу од стране Националног вијећа и он је одговоран за њега, а предсједник има више церемонијалну улогу. 
Разлика између аустријске уставне теорије и аустријске политичке праксе је да Устав дефинише предсједника Националног савјета као другог највишег јавног службеника у Аустрији, подређеног само самом предсједнику. Практично, предсједник Националног вијећа је представник прилично умјереног значаја: има мање моћи од предсједника значи и мању моћ од канцелара или чак већине федералних министара. Председник Националног вијећа тако служи углавном као модератор парламентарне дебате. 

## Последњи избори
| |                                            |           |      |        |      |
| Политичка странка | Политичка странка                          | Гласова   | %    | Мјеста | +/–  |
| | Аустријска народна странка (ОВП)           | 1,586,106 | 31.5 | 62     | +15  |
| | Социјалдемократска партија Аустрије (СПО)  | 1,351,918 | 26.9 | 52     | 0    |
| | Странка слободе Аустрије (ФПО)             | 1,310,614 | 26.0 | 51     | +11  |
| | НЕОС - Нова Аустрија (НЕОС)                | 264,317   | 5.3  | 10     | +1   |
| | Питер Пилз (ПИЛЗ)                          | 220,088   | 4.4  | 8      | Нови |
| |                                            |           |      |        |      |
| | Зелени - Зелена алтернатива (ЗЕЛЕНИ)       | 189,467   | 3.8  | 0      | –24  |
| | Мој глас се броји! (Г! ЛТ)                 | 47,808    | 0.9  | 0      | Нови |
| | Комунистичка партија Аустрије плус (КПО +) | 39,074    | 0.8  | 0      | 0    |
| | Бијели (ВЕИСЕ)                             | 9,081     | 0.2  | 0      | Нови |
| | Слободна листа Аустрија (ФЛО)              | 8,845     | 0.2  | 0      | Нови |
| | Нови покрет за будућност (НБЗ)             | 2,723     | 0.1  | 0      | Нови |
| | Бескућници у политици (ОДП)                | 757       | 0.0  | 0      | Нови |
| | Социјалистичка љевица (СЛП)                | 705       | 0.0  | 0      | 0    |
| | Странка за напуштање ЕУ (ЕУАУС)            | 681       | 0.0  | 0      | 0    |
| | Хришћанска странка Аустрије (ЦПО)          | 424       | 0.0  | 0      | 0    |
| | Мушка партија (М)                          | 220       | 0.0  | 0      | 0    |
| Неважећи/празни гласови | Неважећи/празни гласови                    | 50,520    | -    | -      | -    |
| Укупно | Укупно                                     | 5,083,348 | 100  | 183    | 0    |
| Регистровани бирачи/одазив                                                                                                 | Регистровани бирачи/одазив                 | 6,400,998 | 79.4 | -      | -    |
| Извор: Министарство унутрашњих послова Аустрије Архивирано 2017-10-15 на сајту (дјелимично пребројавање гласачких листића) |                                            |           |      |        |      |

## Тренутни састав Националног савета
| Политичка странка | Политичка странка | Чланови |
| ----------------- | ----------------- | ------- |
|                   | ОВП               | 61      |
|                   | СПО               | 52      |
|                   | ФПО               | 51      |
|                   | НЕОС              | 10      |
|                   | ПИЛЦ              | 7       |
|                   | Независни         | 2       |
| Укупно            | Укупно            | 183     |